# Citymobil
CityMobil war der Name eines EU-Projekts, an dem seit ca. 2006 28 europäische Unternehmen und Forschungsinstitute aus zehn Ländern beteiligt waren. Inhalt des Projektes war die Entwicklung fahrerloser Fahrzeuge unter dem Motto Taxi ohne Fahrer und damit die Erhöhung der Effizienz der Nahverkehrssysteme. Dem Projekt standen rund 40 Mio. Euro zur Verfügung.

## Projekte
Drei Großprojekte stehen derzeit in der Planung:
- Auf dem Londoner Flughafen Heathrow bringen seit 2011[1] 21 computergesteuerte Elektrowagen mit dem Namen Elektromobil Ultra auf eigener 3,8 km langer Fahrstraße die Fluggäste vom neuen Terminal 5 zu einem Parkplatz.[2] Dabei wird die vorher nicht im Praxiseinsatz erprobte Technik des britischen Unternehmens Ultra Global eingesetzt. Die Fahrzeuge werden über Laser in der Spur gehalten.[3] Die führerlosen Cabs starten auf Bestellung und erreichen selbständig das Ziel. Ein solches System wird als Personal Rapid Transit bezeichnet. Einer der Projektpartner ist das norwegische Unternehmen SINTEF.
- In Rom wird ein führerloses Pendeltaxi entwickelt. Die CyberCars holen die Besucher des neuen Messezentrums von der Bahnstation oder vom Parkplatz ab und bringen sie auf das Ausstellungsgelände.
- Im Stadtzentrum des spanischen Castellón wird eine Buslinie auf Teilstrecken für den fahrerlosen Verkehr auf eigener Fahrbahn vorbereitet.

Die drei großen Projekte werden aber europaweit von kleineren Projekten in unterschiedlichen Städten unterstützt, die teilweise auch als Modellversuch der größeren Projekte dienen. Vorbild stellen die bereits existierenden fahrerlosen Verkehrssysteme dar, z. B.:
- das in Capelle aan den IJssel in der Nähe von Rotterdam in den Niederlanden, dort wird ein von TNO Science and Industry betriebenes Cabsystem erprobt, das auf einer separaten Straße in ein Gewerbegebiet führt.
- In Eindhoven gibt es ein von einem Fahrer gesteuertes System, das den Flughafen mit der Innenstadt verbindet. Die Fahrzeuge parken automatisch, damit die Fahrgäste schneller aussteigen können.

## Konzept und Ziele
Mit dem Projekt CityMobil will man den steigenden Problemen des Nahverkehrs in den Städten und Ballungszentren entgegentreten. Dabei wird ein neuer Mittelweg gesucht zwischen ÖPNV und Individualverkehr. Prognostisch beabsichtigt das Projekt die bestehende Infrastruktur, also Straßen und Wege, einzubeziehen, bzw. zu benutzen. Ein weiterer Plusfaktor gegenüber ÖPNV soll der individuelle Aspekt sein, das sogenannte Personal Rapid Transit System bringt die Fahrgäste genau dorthin, wohin sie wollen und auch genau dann, wenn sie es wünschen. Also will man auf vorgeschriebene Routen und Fahrpläne in der Zukunft verzichten. Und will somit einen Vorteil gegenüber dem klassischen ÖPNV schaffen.

## Probleme und Kritik
Probleme bereiten die Systeme allerdings in rechtlicher Hinsicht gegenüber dem ÖPNV. Da dort juristisch der Fahrer verantwortlich ist, entsteht ein Verantwortungsdefizit, dem wahrscheinlich durch Gesetzesänderung entsprochen werden muss.

## Finanzierung
Das Projekt läuft im Rahmen des RP6 und baut auf dem 5. Rahmenprogramm (RP5) CyberMove und CyberCar auf, sowie auf dem RP5-Projekt Stardust, welches das Unternehmen ADAS-Technologies (Advanced Driver Assistance Systems) entwickelt hat.